# Thí nghiệm Philadelphia

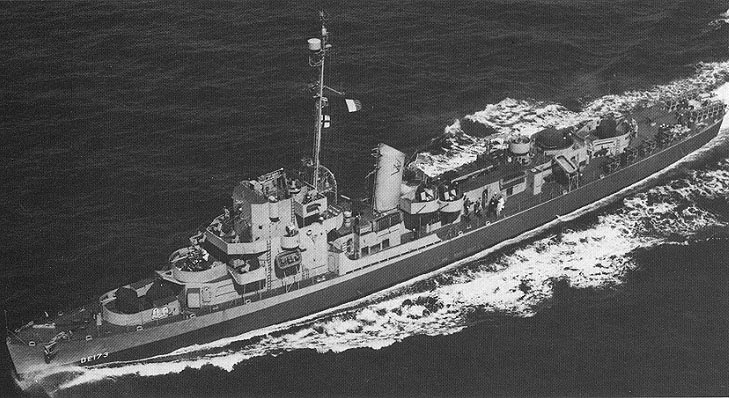
USS Eldridge (DE-173) khoảng năm 1944

Thí nghiệm Philadelphia là một thí nghiệm quân sự được cho là do Hải quân Hoa Kỳ thực hiện tại Nhà máy đóng tàu Hải quân Philadelphia ở Philadelphia, Pennsylvania, vào khoảng ngày 28 tháng 10 năm 1943. Tàu khu trục hộ tống USS Eldridge (DE-173) của Hải quân Hoa Kỳ đã tàng hình (hoặc "che giấu") trước các thiết bị của kẻ thù.
Câu chuyện xuất hiện lần đầu tiên vào năm 1955, trong những lá thư không rõ nguồn gốc gửi đến một nhà văn và nhà thiên văn học, Morris K. Jessup. Nó được hiểu rộng rãi là một trò Trò chơi khăm; Hải quân Hoa Kỳ khẳng định rằng họ chưa từng tiến hành vụ thử nghiệm nào cả, rằng các chi tiết của câu chuyện mâu thuẫn với các sự kiện có cơ sở về USS Eldridge, và các tuyên bố khả nghi này không phù hợp với các Định luật vật lý đã biết.